# ويل ويلكينسون
ويل ويلكينسون (بالإنجليزية: Will Wilkinson)‏ هو كاتب أمريكي، ولد في 1973 في إنديبندنس في الولايات المتحدة.